# ろ
ろ en hiragana ou ロ en katakana sont deux kanas, caractères japonais qui représentent la même more. Ils sont prononcés /ɺo/ et occupent la 43e place de leur syllabaire respectif, entre れ et わ.

## Origine
L'hiragana ろ et le katakana ロ proviennent, via les man'yōgana, du kanji 呂.

## Romanisation
Selon les systèmes de romanisation Hepburn, Kunrei et Nihon, ろ et ロ se romanisent en « ro ».

## Tracé
L'hiragana ろ s'écrit en un seul trait.

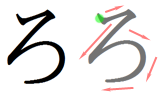
Ordre des traits pour ろ

1. Trait horizontal, de gauche à droite, puis trait diagonal vers la gauche, puis repartant vers la droite selon un arc de cercle presque fermé.

Le katakana ロ s'écrit en trois traits.
1. Trait vertical.

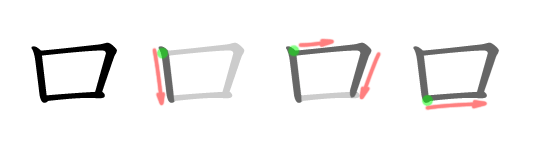
Ordre des traits pour ロ

2. Trait débutant horizontalement à droite du début du premier, puis se terminant verticalement.
3. Trait horizontal débutant vers la fin du premier et se terminant vers la fin du deuxième.

Le graphie de ろ ressemble à celle de る.

## Représentation informatique
- Unicode[1],[2] :
  - ろ : U+308D
  - ロ : U+30ED